# سشنز (نام خانوادگی)
سشنز یک نام خانوادگی است که ممکن است به یکی از افراد زیر اشاره داشته باشد:
- جف سشنز
- جان سشنز
- پیت سشنز
- راجر سشنز